# 中國—尼泊爾關係
中國—尼泊爾關係是指中華人民共和國與尼泊爾之間的外交關係。1960年4月28日，两国签署了《中尼和平友好条约》。尽管尼泊尔最初并不热衷，但最近一直在努力增加与中国的贸易和联系。1960年3月21日，两国签署了《中尼边界协定》，解决了中尼边界的所有边界争端，尼泊尔成为第一个与中国缔结边界条约的中国邻国，尼泊尔和中国的关系由此得到提振。1961年10月5日，中尼两国政府批准了边界条约。自1975年起，尼泊尔一直奉行平衡中国和尼泊尔南部邻国印度之间竞争影响力的政策。自从锡金王国加入印度后，印度是尼泊尔仅有的两个邻国。
近年来，中国一直在努力加入南亚区域合作联盟，尼泊尔也一直支持将中国纳入该区域组织的提议。自1975年以来，中尼关系一直密切且发展迅速，尽管印度仍然是尼泊尔最大的外国直接投资来源国（自2015年起，中国成为尼泊尔最大的外国直接投资来源国），也是继卡塔尔和阿联酋之后尼泊尔第三大汇款来源国。不过，尼泊尔政府估计，截至2021年，印度约有100万尼泊尔移民工人，而在中国的尼泊尔人数量却微乎其微（中國大陸有3,500人，香港有15,950人） as of 2017.

## 歷史

### 中華人民共和國建國前
尼泊爾與西藏對西藏商業的控制權向來有不少的紛爭。自明朝开始。尼八剌（古代中國对尼泊爾的舊稱）就对中國期貢。1792年廓爾喀之役尼泊爾軍隊被清朝軍隊打敗後，尼泊爾被迫簽訂向清朝朝貢的條約。清朝後來於1814年拒絕尼泊爾對英尼戰爭的協助請求，因此尼泊爾被大英帝國再打敗。尼泊爾從此在中國和英屬印度之間搖擺。尼泊爾於1855年入侵西藏，不過廓藏戰爭在清朝的介入下很快結束，並簽訂了中尼条约。到了1908年，尼泊爾決定在英國侵藏戰爭中支持英國。當清朝於1910年準備再取回西藏的主權時，尼泊爾與當時的西藏政府和英國結盟並於1911年將中國軍隊趕走。

### 中華人民共和國建國後

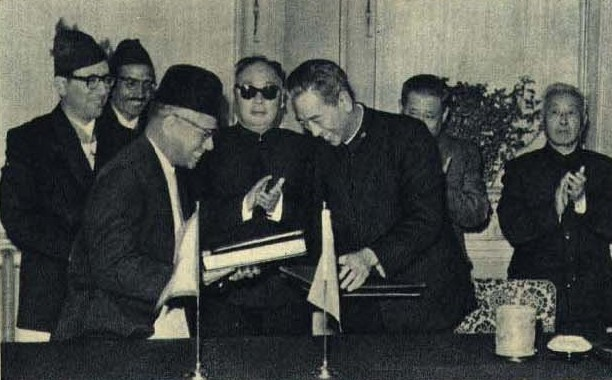
1961年11月13日，中国与尼泊尔互换友好条约批准书，尼泊尔驻华大使凯谢尔·巴哈杜尔与中国外交部副部长耿飚

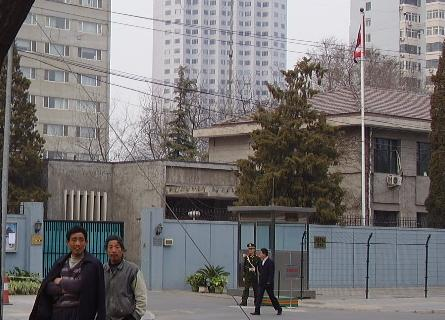
尼泊爾駐華大使館

中國人民解放軍於1950年發動了昌都戰役，令尼泊爾開始關注其領土完整和安全的問題。中國下令限制尼泊爾入藏的朝聖者（參見藏傳佛教的朝聖），並支持尼泊爾共產黨對抗尼泊爾王國。
1955年，尼泊爾與中華人民共和國建立外交關係，又於1960年互換大使。1956年，兩國終止了1856年簽訂的藏尼条约，尼泊爾同時承認西藏是中國的一部份。1960年，尼泊爾和中國簽訂了邊界協議。尼泊爾支持中華人民共和國恢復在聯合國的中國代表權。1961年，尼泊爾與中國同意建設一條全天候道路連接加德滿都與西藏。1962年中印戰爭時期，尼泊爾宣佈中立。
1996年，时任中共中央总书记、国家主席江泽民访问尼泊尔，成为第一个访问尼泊尔的中国最高领导人。
2019年10月12日，中共中央总书记、中国国家主席习近平访问尼泊尔，与尼泊尔总统比迪娅·戴维·班达里共同宣布，将两国关系升级成战略合作伙伴关系。两国将扩大各领域交流合作。2020年8月1日，中共中央总书记、中国国家主席习近平同尼泊尔总统比迪娅·戴维·班达里互致贺电，热烈庆祝两国建交65周年。
由于尼泊尔是内部国家，被印度和中华人民共和国包围，中国侧背靠喜馬拉雅山，因此一直只能經印度進口所有的石油供應及大部分醫藥品和生活必需品。然而，印度卻多次曾以此為威逼，插手尼泊爾的國內事務及外交政策。在2015时，为了逼使尼泊尔修改新宪法，甚至利用2015年4月的地震，封锁尼泊尔与印度的边境，阻止救援物资进入，造成人道危机，兩國關係裂痕持續擴大，因此尼泊爾決定減少依賴印度來分散風險，与中国交好并签领协议修建中尼铁路，但也因此引发印度非常不滿。

## 經貿關係
2022年中尼雙邊貿易額為16.8億美元，同比下降14.6％，其中中國向尼泊爾出口16.6億美元，同比下降14.6％，中國從尼泊爾進口0.2億美元，同比下降17.9％。中國對尼出口商品主要有計算機通訊技術產品、非針織鉤邊服裝、塑料底鞋、儀器儀表等；從尼進口商品有青貯飼料、皮革、金屬製品、小麥粉、小電器等。
20世纪70年代末印度并吞锡金王国后，比兰德拉国王提议将尼泊尔作为印度和中国之间的“和平区”，并于20世纪80代开始进口中国产武器。在尼泊尔内战期间，尼泊尔国王贾南德拉曾直接统治该国，镇压了尼泊尔共产党（毛主义中心）的毛主义叛乱。当美国、英国和印度拒绝向贾南德拉政权提供武器时，中国却作出回应，向尼泊尔运送武器，尽管尼泊尔毛主义共产党在意识形态上与中国相似。2008年，尼泊尔和平进程和全国选举结束后，毛派领导的新政府宣布废除尼泊尔与印度1950年签订的条约，表明尼泊尔将更加积极地发展与中国的密切关系。
尼泊尔曾大力支持中国2007年成功申请成为南盟观察员。（p. 192）
尼泊尔是中国西部大开发战略的一大受益者，2009年至2012年，尼泊尔与中国的贸易额增长了五倍。自21世纪以来，尼泊尔受益于中国对南亚地区援助的增加，其中包括中国资助修建从加德满都到日喀则的铁路（即中尼铁路）。
（p. 198）2021年，中国国家国际发展合作署承诺通过“北部地区边境发展计划”为尼泊尔北部15个区的发展项目提供资金。
跟其他第三世界国家一样，尼泊尔通过“一带一路”倡议加强了与中国的关系。（p. 215） 中尼印经济走廊由中国于2018年4月提出。这是中尼双方商定的“跨喜马拉雅立体互联互通网络”向印度的延伸。尽管中国和尼泊尔对改经济走廊作出了积极反应，但印度却“无动于衷”。这种冷漠被认为是由于中尼印经济走廊也是“一带一路”倡议的一部分、中国对尼泊尔的影响力日益增强以及“印度对尼泊尔过境点的垄断以及尼泊尔试图结束对印度的依赖”的结束。批评者将尼泊尔的博卡拉机场和跨喜马拉雅多维互联互通网络描述为潜在的“债务陷阱”。
自2024年12月1日起，中国取消了对从联合国列为最不发达国家且与中国有外交关系的所有国家（包括尼泊尔）进口的商品征收关税。

## 交通
阿尼哥公路于20世纪60年代由中国人在一条古老的牦牛道上修建而成。如今还计划在2012年拓宽这条道路，但季风引发的山体滑坡使维持道路畅通变得更加困难。如扩建完成，这条公路成为中国和尼泊尔之间大量贸易的通道，也成为印度和中国之间部分贸易的通道。
2008年，中國打算建設西藏首府拉薩和毗邻尼泊爾的樟木鎮之间770公里的鐵路，并计划通过樟木口岸將尼泊爾的鐵路連接至中國的鐵路網。2008年4月25日，在中尼官员会晤中，中国代表团宣布将青藏铁路延伸至尼泊尔边境的樟木。尼泊尔要求延伸铁路以促进两国之间的贸易和旅游。在尼泊尔总理访华之际，据报道，该铁路将于2020年完工。拉萨至日喀则段（即拉日铁路）已于2014年8月开通。
拉萨与加德满都之间有航线。
2018年6月，中国和尼泊尔宣布达成协议，重申通过一条新铁路连接西藏日喀则和加德满都。
2018年9月，尼泊尔商务部官员拉比·尚卡尔·塞因朱宣布，中国已允许尼泊尔使用天津、深圳、连云港和湛江等港口以及兰州、拉萨和日喀则等陆路口岸。使用中国港口减少了尼泊尔对印度在贸易方面的依赖，这种依赖在2015年尼泊尔封锁事件中凸显出来。

## 人权
2020年6月，尼泊尔成为在联合国支持香港国安法的53个国家之一。2022年10月，尼泊尔在联合国人权理事会有关中国新疆种族灭绝指控的辩论中投了反对票。尼泊尔对此的看法是，新疆问题与人权无关，而是反恐、反分裂问题。

据报道，中国边境安全部门向尼泊尔藏人施压，要求他们不得展示第十四世达赖喇嘛的肖像。

## 外部連結
- 中華人民共和國駐尼泊爾大使館官方網站（简体中文）（英文）
  - 中華人民共和國駐尼泊爾大使館經濟商務處官方網站（简体中文）
- 尼泊爾駐華大使館官方網站（英文）